# The Five (televisieserie)
The Five (voor het eerst uitgezonden door Sky1 in het Verenigd Koninkrijk op 15 april 2016) is een Britse detective en misdaaddrama, bedacht door de misdaadschrijver Harlan Coben.
In de serie spelen de acteurs Tom Cullen, O.T. Fagbenle, Lee Ingleby en Sarah Solemani, de jeugdvrienden Mark, Danny, Slade en Pru, die herenigd worden nadat DNA-bewijs bij een plaats delict van Marks broer Jesse blijkt te zijn, die jaren daarvoor op de eerste dag van de zomer verdween na het spelen met de vier vrienden in het park. De serie bestaat uit tien afleveringen, die in Nederland door de KRO in vijf delen werden uitgezonden. Het verhaal speelt zich af in de fictieve stad Westbridge, maar werd gefilmd in Liverpool, Runcorn en omgeving.

## Omschrijving
In 1995 zijn vier jonge schoolvrienden, Mark Wells (Tom Cullen), Danny Kenwood (O.T. Fagbenle), Slade (Lee Ingleby) en Pru Carew (Sarah Solemani) licht getraumatiseerd nadat Marks vijfjarige broertje Jesse verdwijnt na het spelen in het park met hen. Het lichaam van Jesse werd nooit gevonden, maar een seriemoordenaar -Jakob Marosi- die veroordeeld werd voor vier andere moorden, beweert dat hij verantwoordelijk is voor Jesse’s dood. Jesse's ouders, Julie en Alan (Geraldine James en Michael Maloney), hebben inmiddels alle hoop opgegeven hem ooit nog in leven terug te zien.
Twintig jaar later is Kenwood werkzaam als Detective Sergeant voor de Westbridge Police. Wanneer Kenwood aanwezig is op een plaats delict, vindt hij prostituee Annie Green, die op brute wijze is vermoord met een hamer. Het DNA-bewijs gevonden op de plaats delict keert terug uit het lab en Kenwood is geschokt zodra hij merkt dat het DNA van Jesse blijkt te zijn. Een ingewikkeld web van beproevingen begint zich dan te ontvouwen als de vier jeugdvrienden samenkomen in de hoop Jesse levend te vinden.

## Rolverdeling
- Tom Cullen als Mark Wells, broer van Jesse en een dertigjarige advocaat die helpt bij het zoeken naar vermiste personen in zijn vrije tijd
- O.T. Fagbenle als Detective Sergeant Danny Kenwood, een detective werkzaam voor de Westbridge Police
- Lee Ingleby als Slade, een voormalige jeugdvriend van Mark, Danny en Pru, die nu een opvanghuis voor kwetsbare jongeren leidt
- Sarah Solemani als Pru Carew, een arts die naar huis is teruggekeerd na twee jaar in de Verenigde Staten te hebben gewerkt
- Hannah Arterton als Detective Constable Ally Caine, Kenwoods partner in zijn team
- Geraldine James als Julie Wells, Marks moeder
- Michael Maloney als Alan Wells, Marks vader
- Jonathan Kerrigan als Stuart Carew, Pru's Amerikaanse echtgenoot
- Don Warrington als Danny's vader, de gepensioneerde Detective Inspector Ray Kenwood die ten tijde van Jesse's verdwijning het politieonderzoek leidde en nu lijdt aan ernstige alzheimer
- Sophia La Porta als Britnay Shearer, vrijwilliger bij Slade's opvanghuis
- Lee Boardman als Jay Newman, een lokale muziekproducer met een duister verleden
- Honeysuckle Weeks als Laura Marshall, getrouwde vrouw die een affaire met Mark heeft
- Tom Price als Kenston Marshall, een leraar en Laura's echtgenoot, die enige tijd zoek is
- Barnaby Kay als Detective Inspector Liam Townsend, Kenwoods leidinggevende
- James Boyland als Detective Sergeant Cal Brown, een collega in Kenwoods team
- Martin McCreadie als Detective Constable Karl Hatchett, die een relatie heeft met Ally en bevriend is met Cal
- Syrus Lowe als Larry / Larita, Marks secretaresse